# جزیره جمو
جزیره جمو (به لاتین: Jemo Island) یک جزیره در جزایر مارشال است که در زنجیره راتاک واقع شده‌است. جزیره جمو ۰٫۱۶ کیلومتر مربع مساحت و و خالی از سکنه است و ۳ متر بالاتر از سطح دریا واقع شده‌است.